# Mongolische Kriegführung

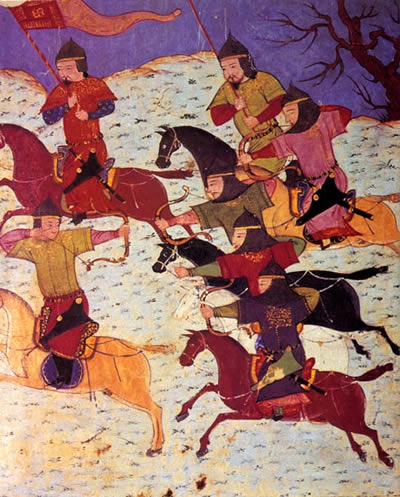
Berittene Bogenschützen der Mongolen
aus der Universalgeschichte von Raschīd ad-Dīn

Die mongolische Kriegführung fasste alle Elemente des Steppenkrieges zusammen. Mit der Ausbreitung des mongolischen Reiches zeigte sie durchgehend eine hohe Anpassungsfähigkeit und übernahm in großem Umfang die Kriegstechnologien der besiegten Völker.

## Aufstieg und Niedergang

Mongolisches Reich
Ab 1260 zerfiel das Reich in:
Gebiet der Goldenen Horde
Tschagatai-Khanat
Bereich der Ilchane
Reich der Yuan-Dynastie

Die entscheidende Voraussetzung der mongolischen Kriegserfolge war die Gesellschaftsreform, die Dschingis Khan um 1190 durchführte. Vor dieser Reform kämpften die Mongolen nach Stammes- und Clanzugehörigkeit getrennt. Die Führung der Truppen hatte eine Adelsschicht inne, die stark herkunftshierarchisch gegliedert war. Die Beute wurde ohne feste Regeln verteilt, jeder war selbst verantwortlich, wollte er etwas erhalten. Die verschiedenen Stämme der Mongolen lagen nach dem Niedergang des Ersten Mongolenreiches in ständigem Krieg untereinander und es herrschten an Anomie grenzende Zustände. Primärer Zweck der ständigen Überfälle und Kämpfe war damals das Erlangen von Beute.
Mit der Vereinigung der Stämme durch Dschingis Khan entstand nach heftigen Kämpfen gegen die Vertreter der Adelsschicht ein straff zentralisierter Staat. Als oberstes Kriegsziel wurde nun der vollständige Sieg über den Feind angestrebt. Die gesamte Kriegsbeute gehörte zunächst Dschingis Khan selbst, der sie je nach erbrachter militärischer Leistung an seine Gefolgsleute verteilte, unabhängig von der Abstammung oder Herkunft. In dem neu geschaffenen Staat waren anfangs Armee und Volk identisch. Die Aufstellung der Einheiten richtete sich nicht mehr nach Stammes- oder Clanzugehörigkeit, nur vertrauenswürdige Männer durften ihren unmittelbaren Stammesanhang behalten. Stellung und Rang wurden ausschließlich über militärische Leistung festgelegt, mit Ausnahme der Familie Dschingis Khans selbst, die als einzige weiter herkunftshierarchisch gegliedert blieb. Das System sollte die Unabhängigkeit der Sippen und ihrer Führer (Noyon oder Bahadur) im Kriegsfall einschränken und eine klare Schlachtordnung gewährleisten. Zudem erleichterte es die Eingliederung neuer Truppenteile und fremder Völker in die Nation.
In dieser Zeit bedeutete demnach der Begriff Mongolen nicht die Abstammung von einem der ursprünglichen mongolischen Stämme, sondern die Zugehörigkeit zum mongolischen Militär, das der mongolischen Nation entsprach. Das rasante Wachstum der mongolischen Streitkräfte beruhte in hohem Maße auf der Gleichheit bei den Aufstiegsmöglichkeiten, einer durch äußerst harte Disziplin durchgesetzten Ordnung und der gerechten Verteilung der Kriegsbeute. Jeder Mann konnte in der mongolischen Armee eine führende Position erreichen, einige Soldaten von sehr einfacher Herkunft wurden in der Tat zu den besten Militärführern der Mongolen. Indessen musste diese neue Gesellschaft bald nach der Eroberung aller Steppengebiete gegen neue äußere Feinde ankämpfen, um das geschaffene System aufrechtzuerhalten. Die erste entscheidende Niederlage erlitten die Mongolen in der Schlacht bei ʿAin Dschālūt am 3. September 1260 gegen die Mameluken.
Wie das mongolische Weltreich begann auch das Militärsystem nach 70 Jahren zu verfallen. Zunehmend setzte sich bei den Truppenführern erneut das herkunftshierarchische Prinzip durch, die Einheiten wurden teilweise wieder zu Stämmen oder wurden durch die Einheiten der unterworfenen Völker und deren Organisationsformen ersetzt. Das mongolische Militär verlor seine Einzigartigkeit. Es geriet wieder auf das Niveau normaler Nomadenkriegführung oder wurde durch das neu entstandene Militär der Teilreiche ersetzt.

## Aufbau und Organisation
Die Heeresreform gliederte die mongolische Armee in Zehner- (Arban), Hundert- (Zuut oder Jagun), Tausend- (Minghan) und Zehntausendschaften (Tümen). Diese Einheiten wurden unabhängig von der Stammeszugehörigkeit aufgebaut, man setzte insbesondere die Minghan und Tumen möglichst heterogen zusammen. Nur bei Gruppen und Stämmen, die schon länger oder freiwillig im Dienste Dschingis Khans standen, ließ dieser den Clanzusammenhang innerhalb der Jagune weiter bestehen.
Die Gesamtstreitkräfte gliederten sich in die Armee des Linken Flügels (im Osten) namens Zuunghar, die Armee des Rechten Flügels im Westen namens Baruunghar, und die Armee des Zentrums Khol. Letztere bestand zu einem Großteil aus der Garde, dem Keshig. Dieser war ursprünglich eine Tausendschaft, die in der Schlacht von Dschingis Khan selbst geführt wurde und dann über ein Tumen hinaus erweitert wurde. Die Söhne von Führern eines Jagun oder Minghan mussten in die Garde eintreten. Ebenso wurden dort die Söhne von Stammesführern und Verbündeten ausgebildet und stellten so zugleich die Zuverlässigkeit deren Truppen sicher. Die Garde diente zugleich als eine Art Offizierschule für die mongolische Armee, aus der oft die Militärführer größerer Einheiten rekrutiert wurden.
In der Garde bildeten nach der Erweiterung die Tagwache (Tunghaut) und die Nachtwache (Kabtaut) die persönlichen Truppen und Leibwachen des Ka Khan, in der Stärke einer Tausendschaft (Minghan). Anfänglich umfasste die Tagwache 70 Mann, die Nachtwache 80 Mann, aber auch diese Einheiten wurden im Laufe der Zeit vergrößert. Dazu kamen noch andere kleinere Eliteeinheiten, deren Größe und Funktion nicht mehr klar bestimmbar sind.
Diese Struktur der Streitkräfte wurde größtenteils für die ganze Zeit des geeinten mongolischen Weltreiches beibehalten, änderte sich aber stückweise mit der Assimilierung der Mongolen durch die unterworfenen Völker. Dabei wurden bestimmte Begriffe in den entstandenen Teilreichen mit einem neuen Bezug weiter verwendet, so bezeichnete zum Beispiel der Begriff des Rechten Flügels nicht mehr nur die im Westen stehenden Truppen, sondern die gesamte Armee des Khanats der Goldenen Horde, die aus diesen Truppen entstand.

## Ausrüstung und Technik
Nur wenige Funde von Waffen und Rüstungen konnten eindeutig als mongolisch identifiziert werden. Dennoch gibt es inzwischen einige bedeutende Ausgrabungen, die das Bild der historischen und schriftlichen Quellen ergänzen. Die Mongolen übernahmen schon von Anfang an systematisch Bewaffnung und Rüstung anderer Völker.

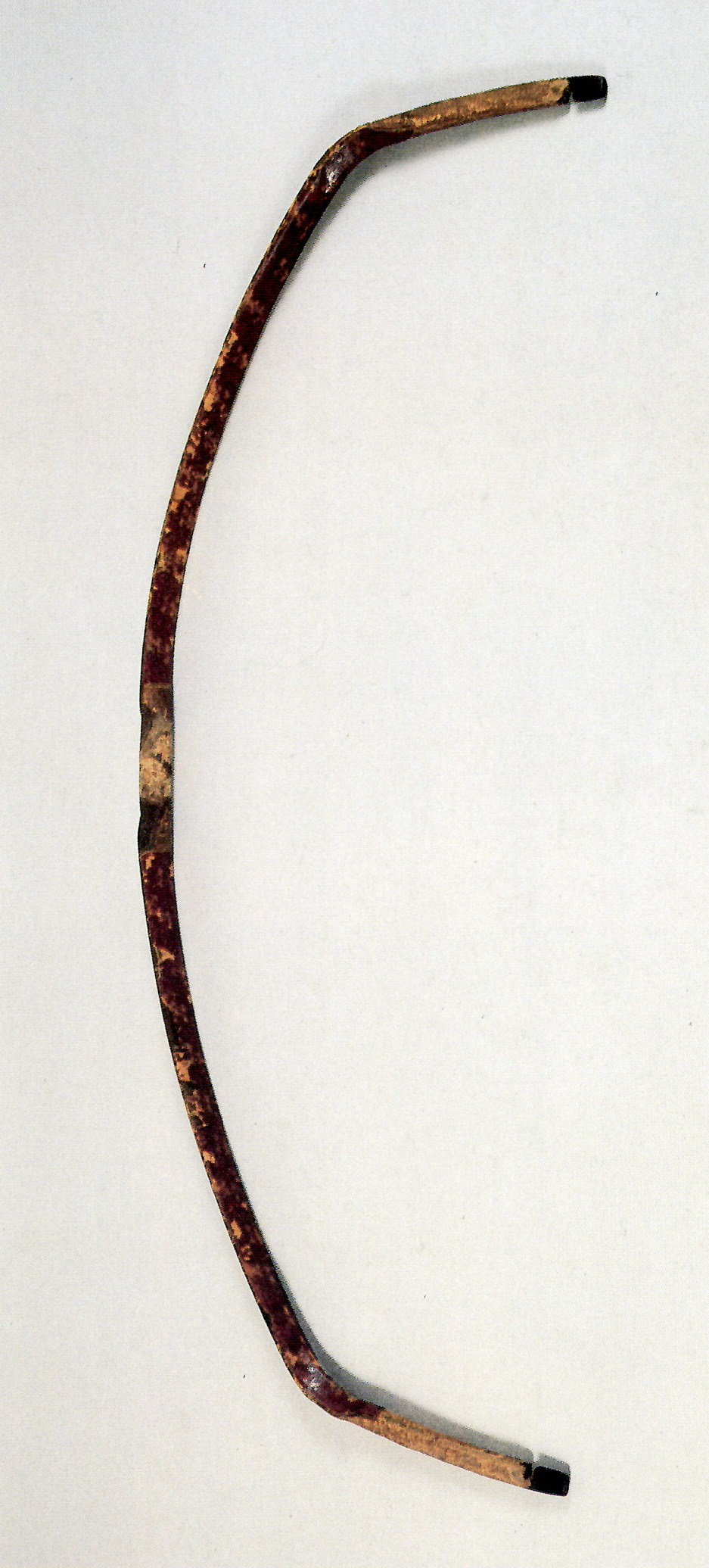
Mongolischer Bogen aus der Zeit der Mongoleninvasionen in Japan

Die wichtigste Waffe der Mongolen war der Komposit-Reflexbogen (Nomo). Er war eine Weiterentwicklung der schon von den Skythen und Hunnen verwendeten Bögen, hatte jedoch etwas größere Abmessungen und war durchzugstärker. Die mongolischen Bögen waren hinsichtlich Durchschlagskraft und Reichweite wesentlich leistungsfähiger als die damals üblichen einfach gekrümmten Bögen und ebenso wirkungsvoll wie die deutlich größeren europäischen Langbögen. Der klassische mongolische Bogen hatte dabei eine Länge von ungefähr 120 bis 130 cm im entspannten Zustand. Die Mongolen verwendeten aber auch von Anfang an schon von Tungusen gefertigte Bögen, die sich von Form und Material her unterschieden. Solche tungusischen Bögen führten nicht nur Verbündete der Mongolen, sondern auch mongolische Truppen selbst. Üblicherweise führte jeder Mongole mindestens einen solchen Bogen und 60 bis 90 Pfeile mit sich. Viele Kämpfer führten aber auch zwei solcher Bögen oder sogar drei mit sich, um im Falle eines Verlusts sofort Ersatz zur Hand zu haben. Auch die schwere mongolische Kavallerie führte durchgehend den Bogen, welcher zum Schutz vor Feuchtigkeit in einem Bogenköcher (Khaadak) transportiert wurde.
Etwa 30 Pfeile wurden in eigenen Taschen, den sogenannten Khegenyg, transportiert. Die Hälfte der Pfeile (Tumer Bulsuu) war dabei besonders schwer ausgeführt und mit einer massiven oder mehrklingigen Spitze für die kürzeren Distanzen vorgesehen. Die anderen waren leicht und auf eine hohe Reichweite hin gefertigt. Manche mongolischen Pfeile waren damals auffallend lang, allgemein lag die Länge jedoch um die 80 cm. Die Pfeilspitzen waren sehr unterschiedlich geformt: massive dreiklingige Spitzen für den allgemeinen Gebrauch in der Schlacht, bolzenartige Spitzen für das Durchschlagen von Rüstungen und breitklingige oder mehrspitzige Pfeilspitzen, um größtmögliche Verwundungen zu erzeugen. Funde deuten darauf hin, dass auch Pfeilspitzen aus Knochen weiter benutzt wurden. Vermutlich setzte man solche Pfeile zur Jagd oder gegen ungerüstete Gegner sowie gegnerische Pferde ein. Die Befiederung der Pfeile (Ude Khomon) war bei den mongolischen Pfeilen hochentwickelt, und unterschiedliche Arten der Befiederung dienten zur gezielten Beeinflussung der Flugbahn. Manche Quellen berichten, dass die Mongolen vergiftete Pfeile verwendeten. Solche Giftpfeile (Khoron) gab es im östlichen Steppenraum tatsächlich. Das verwendete Gift (Mogain Khoran) wurde aus dem Gift von Vipern hergestellt.
Im Gegensatz zur europäischen Methode, beim Bogenschießen den Bogen mit drei Fingern an der Sehne und dem Pfeil zwischen diesen Fingern auszuziehen, verwendeten die Mongolen dafür den Daumen. Zum Schutz des Daumens wurde dabei ein Daumenring benutzt. Mit der Ausdehnung ihres Reiches lernten die Mongolen dann auch andere Auszugsmethoden kennen und verwendeten verschiedene Methoden gleichzeitig, so dass die abwechselnd benutzten Finger bei länger dauerndem Schießen nicht ermüdeten.
Zusätzlich zu den Bögen spielten Nahkampfwaffen bei den Mongolen eine große Rolle. Sehr viele Mongolen führten Schwerter, welche fast immer einschneidig und nur sehr wenig oder gar nicht gekrümmt waren. Bevorzugt wurden lange säbelartige Schwerter mit einer nur gering gekrümmten schlanken Klinge, die sogenannten Khelme. Es waren aber auch schwere, geradklingige und ebenso einschneidige Schwerter (Mese) in Gebrauch. Die Klingen waren aus hochwertigem Material gefertigt und sehr scharf geschliffen. Bei den speziell für den Nahkampf gerüsteten Reitern waren Äxte (Alma Khune), Streitkolben und eisenbeschlagene Keulen (Gulda) in Gebrauch. Viele Kämpfer führten einen lanzenartigen Speer (Zhada) von 2 m bis 2,5 m Länge mit sich, der geworfen werden konnte, aber auch eine ausreichende Länge für den Nahkampf vom Pferd hatte. Mit der Ausdehnung des Reiches fanden dann die verschiedensten erbeuteten Nahkampfwaffen der besiegten Völker Eingang in die mongolische Armee und allgemein nahm die Verwendung von Streitkolben und Eisenkeulen mit der Zeit erheblich zu.
Als Nomaden trugen sie alles, was sie benötigten, mit sich zu Pferde. Sie konnten sich auch von Pferdemilch und -käse ernähren, da sie anders als die Zentral- und Südchinesen keine genetische Disposition für Laktoseintoleranz aufweisen. So transportierten sie gleichsam den gesamten logistischen Gegenwert einer Stadt auf dem Pferderücken und waren flexibler als viele Armeen ihrer Konkurrenten, die ihre Logistik an festen Städten auszurichten hatten oder ihren Proviant mit langsamen Lasttieren transportieren mussten.
Bei der Invasion eines fremden Landes marschierten die mongolischen Armeen getrennt voneinander an mehreren Stellen in das Land ein und sammelten sich dort zu einem vorher bestimmten Zeitpunkt weit im Hinterland des Feindes oder im Fall einer großen gegnerischen Feldstreitmacht zur Schlacht. Dabei marschierten meist 2 bis 3 Tumen in räumlicher Nähe zueinander, diesen folgten nach einiger Zeit und mit Abstand weitere Tumen, die dann das Belagerungsgerät mit sich führten.
In der Feldschlacht setzten die Mongolen die verschiedensten Manöver und Taktiken ein, die häufigste Taktik war aber ein Angriff mit Fernwaffen, auf den ein Scheinrückzug folgte. Die Mongolen stellten sich in Formationen auf, die häufig 5 Mann tief waren, ritten dann auf 50 m bis 100 m an den Gegner heran und überschütteten ihn mit Pfeilen. Dabei zielten sie zuerst vor allem auf die Pferde der feindlichen Reiterei. Einem Angriff oder Gegenstoß des Feindes folgte dann der erwähnte Rückzug, wobei ein Teil der mongolischen Truppen um den Gegner zog und in dessen Flanken oder Rücken fiel. Dieses Manöver nannte man Tulughma.
Die Mongolen ließen dem Gegner immer eine Fluchtmöglichkeit offen und schlossen ihn nie vollständig ein. Damit verhinderten sie, dass der Gegner mit dem Mut der Verzweiflung kämpfte. Jedoch wusste der Gegner nicht, dass fliehende Gegner im Nahkampf attackiert und extrem lang und zäh verfolgt wurden. Die Verfolgung geschlagener Gegner bis zum letzten Mann war ein Kernaspekt der mongolischen Kriegführung und zog sich häufig über mehrere Tage hinweg.
Da ihre Kriegführung in der Mobilität jedem Gegner überlegen war (gegliederte leichte Kavallerie), mussten sie nicht jeden Kampf gewinnen, konzentrierten sich jedoch auf den Angriff auf die Ressourcen der Feinde (Nahrung, Felder, Wasser usw.). Anders als die Mongolen waren die Städte bewohnenden Feinde an ihre Ressourcen gebunden. Die Städte wurden von der Nahrungsversorgung abgeschnitten und die Bauern zur Flucht in die Städte getrieben, so dass dort Seuchen ausbrachen. So verödeten die Städte, bevor man sie überhaupt angriff. Manche Ruinenstädte (in Afghanistan und an der Seidenstraße) sind bis heute verlassen. Der konzentrische Angriff war beliebt: Städte wurden von drei Heeren von verschiedenen Seiten angegriffen, ebenso zog man mit zwei bis drei Heeresgruppen wieder weiter zum nächsten Ziel.

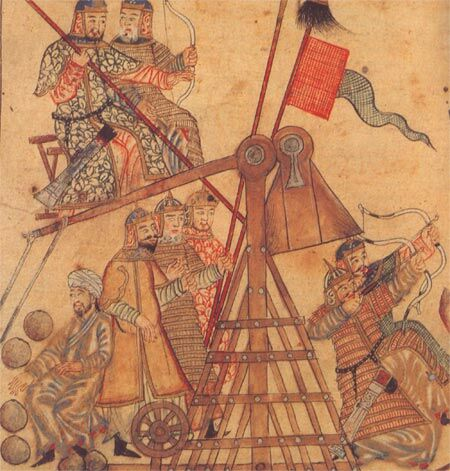
Mongolisches Trebuchet aus der Dschami' at-tawarich

Dieses Konzept stellte meistens einen mongolischen Sieg sicher. Allerdings wurden lange Belagerungen aus Mangel an Weideflächen und an Belagerungsgeräten gern vermieden. Die mongolischen Heere bevorzugten einen schnellen Sturm, eine Kriegslist oder einen Vertragsbruch. Im Falle eines Misserfolgs zogen sie weiter, entwickelten jedoch mit der Zeit Sinn für vielfältigen technischen Fortschritt. Chinesische Ingenieure entwickelten für sie hervorragende Belagerungsmaschinen wie tönerne Brandbomben, deren Brandbeschleuniger unter anderem aus Delfinfett bestand, aber auch westliche Belagerungsmaschinen wie das Trebuchet mit Gegengewicht wurden in der Mongolei eingeführt.
Die Mongolen verwendeten erstmals das Konzept der „psychologischen Kriegführung“ in vollem Umfang. Dazu setzten sie auch Terror systematisch als psychologische Waffe ein. Mit der sogenannten Kharasch-Taktik trieben die Angreifer eine Anzahl unterworfener Dorfbewohner vor sich her, um sich vor Gegenangriffen zu schützen – eine Art „lebendiger Schutzschild“. Im 14. Jahrhundert errichteten sie Bauwerke aus Menschenknochen vor einer zerstörten Stadt als Wahrzeichen ihres Durchzuges. Dann ließen sie einige Überlebende entfliehen, um den Schrecken in der Umgebung zu verbreiten. Normalerweise wurde der Oberschicht einer eroberten Stadt grundsätzlich der Wechsel in eine neue Gegend befohlen. Bei Ablehnung wurde die gesamte Stadtbevölkerung vertrieben oder auch massakriert (bis auf eine Handvoll Spezialisten), Stadt und umgebende Felder wurden niedergebrannt.
Da die Mongolen viele Gebiete nicht nachhaltig kontrollieren konnten, richteten sie immer wieder extreme Gemetzel an, die ihre Gegner dann manchmal aus Entsetzen regelrecht lähmten. Die in Chroniken genannten Zahlen, die bei Einzelereignissen zum Teil die Millionenmarke überschreiten, sind zwar zu hoch angesetzt, dennoch brachten die Mongolen eine große Anzahl von Menschen gezielt und systematisch um. Die extrem hohen Zahlen in den Chroniken basieren dabei auf der Propaganda der Mongolen.
Auch sonst setzten die Mongolen in ihrer Kriegführung viel auf Täuschung und List. Sie führten zum Beispiel Puppen auf ihren Ersatzpferden mit, um den Gegner über ihre Stärke zu täuschen, verbreiteten Gerüchte, um dem Feind den Mut zu nehmen, und setzten in großem Umfang Spione und Agenten ein.

## Die Reiterei
Die Mongolen gründeten ihre Macht anfangs fast durchweg auf leichte Kavallerie. Diese bestand hauptsächlich aus Bogenschützen mit zwei oder mehr Bögen zu Pferde. Beweglich und zahlreich, hatte die leichte Kavallerie im Kampf gute Angriffs- und Rückzugsmöglichkeiten vor feindlicher schwerer Kavallerie. Sie sorgte für einen dichten Pfeilhagel, den man sowohl im Angriff als auch bei einer (häufig vorgetäuschten) Flucht einsetzen konnte. Abgeschossen wurden die Pfeile in vollem Lauf in der Schwebephase des Galopps. Zu diesem Zeitpunkt wirken außer dem Gewicht keine weiteren äußeren Kräfte auf den Schützen, wodurch ein ruhiger und gezielter Schuss möglich wird. Die damals noch nicht sehr verbreitete Verwendung von Steigbügeln gab den notwendigen Halt, um nicht nur nach vorne, sondern auch zur Seite und insbesondere nach hinten zu schießen (Parthisches Manöver).
Bogenschüsse auf Distanz bis zu 300 Metern brachten schon vor dem eigentlichen Angriff Unruhe in die feindliche Schlachtordnung und isolierten deren Truppenteile voneinander. Zudem wurde entweder zahlenmäßige Überlegenheit oder eine Flucht vorgetäuscht, um den Gegner in einen Hinterhalt zu locken. Nach einem kurzen heftigen Pfeilbeschuss auf kurze Distanz überrannte nun die schwere Reiterei mit Lanzen die Reste des Feindes, die den Bogenschützen entkommen waren, und nahm die Verfolgung auf, um ein Sammeln des Feindes direkt nach der Schlacht zu verhindern. Nach der erfolgreichen Versprengung übernahm die leichte Kavallerie die weitere Verfolgung; ein Rückzug wurde oft durch die schwere Kavallerie gedeckt.
Es wird noch diskutiert, wann und in welchem Umfang die Mongolen auch schwere Schockkavallerie mit Pferdepanzerung zum Niederreiten dichtstehender Fußtruppen einsetzten. Es gibt zumindest einige erhaltene mongolische Pferdepanzerungen. In der anfänglichen Struktur waren zwei Drittel der mongolischen Reiter als berittene Bogenschützen vorgesehen, ein Drittel war aber auch gezielt für den Nahkampf geschult und ausgerüstet.
Durch die Siege und die Ausbreitung ihres Reiches veränderte sich die Taktik der Mongolen nachhaltig. Mit der Verwendung von Truppen der unterworfenen Völker war die klassische Kampfweise als Leichte Kavallerie nur noch bei einem Teil des Heeres, bei den mongolischen Kernstreitkräften und den vielen in ihrem Dienst kämpfenden Turkvölkern vorherrschend.

## Militärische Kommunikation
Die Mongolen bedienten sich eines entwickelten Systems von Horn- und Flaggensignalen, die vom Heerführer gegeben wurden, woraufhin sie ihre Truppen auf bestimmte Positionen des Kriegsschauplatzes verschoben bzw. zum Angriff, Rückzug oder in bestimmte Formationen übergingen. Es wurden auch große, manchmal auf Kamelen mitgeführte Trommeln verwendet, ebenso Licht- oder Rauchsignale. Die Mongolen hatten viele Meldereiter, die als Kuriere die Befehle sehr schnell von einer Heereseinheit zur anderen transportierten. Diese Reiter brachten die Befehle mündlich, häufig in Form eines Reimes. Zusätzlich hatten Unterführer oft die Entscheidungsverantwortung vor Ort; viele sehr schnelle Bewegungsänderungen mongolischer Armeen basierten also nicht nur auf überlegener Kommunikation, sondern auch auf einer frühen Form der Auftragstaktik, in der die Untergeordneten die Gesamtziele kannten und selbstständig zu realisieren versuchten.

## Ernährung
Die mongolischen Reiter ernährten sich zum großen Teil von Borts, einem getrockneten Fleischpulver, praktisch einer frühen Art der Instantsuppe, die im Sattel mitgeführt wurde und nur aufgekocht werden musste. Diese sparte viel Platz und konnte die Ernährung der Reiter für Monate sicherstellen. Der Begriff Tatar für das fein zerkleinerte Fleisch der Mongolen bzw. Tataren leitet sich noch heute davon ab. Europäische Quellen gingen lange Zeit davon aus, die mongolischen Reiter würden das Fleisch unter ihren Sätteln weich reiten, tatsächlich war es aber nur die fladenähnliche Konsistenz eines Pulvers.

## Rüstung
Die mongolische Rüstung unterschied sich wesentlich von der europäischen. Im Gegensatz zu europäischen Rittern und Kriegern, die Kettenpanzer (später Übergangsrüstungen und Plattenpanzer), Nasalhelm, Hirnhaube und Topfhelm verwendeten, hüllten sich die Mongolen in Seidentücher, das heißt Stepppanzer aus vielen Lagen Rohseide, und in eisenverstärkte, aus Ringen zusammengesetzte Lederpanzer. Durch größere Bewegungsfreiheit, Ausblick, Ausdauer und Widerstandsfähigkeit gegen Waffen waren die mongolischen Krieger im Vergleich zum Feind besser geschützt.
Die häufig in Bezug auf die Mongolen erzählte Geschichte, dass die Seidenhemden – wenn ein Pfeil den Krieger traf – das saubere Herausziehen des Pfeiles ermöglichten, ist jedoch eine Legende. Mit den Seidenhemden sind die genannten Stepppanzer gemeint, in denen Pfeile eben häufig stecken blieben, ohne die Haut überhaupt zu erreichen.

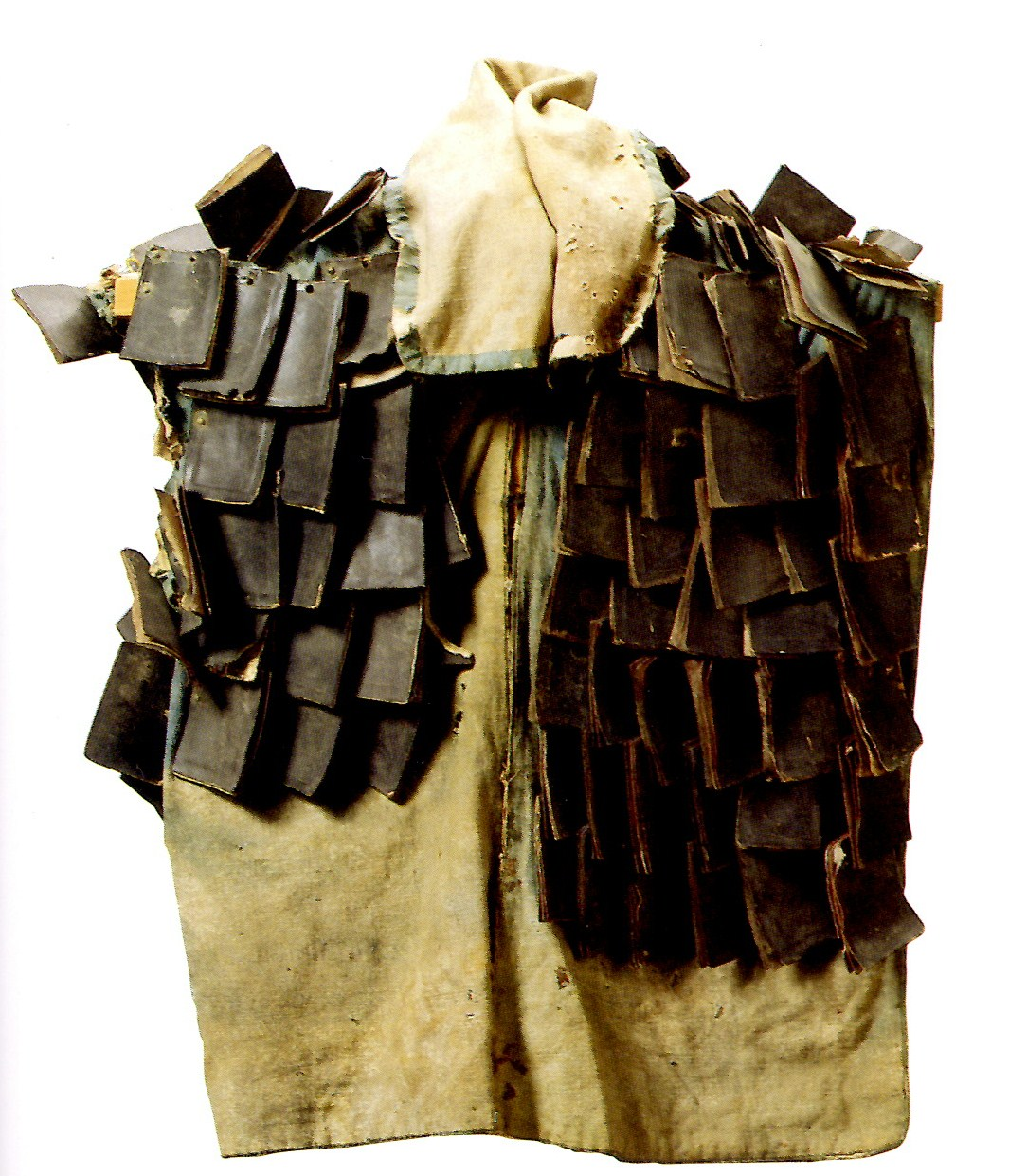
Mongolischer Lamellenpanzer
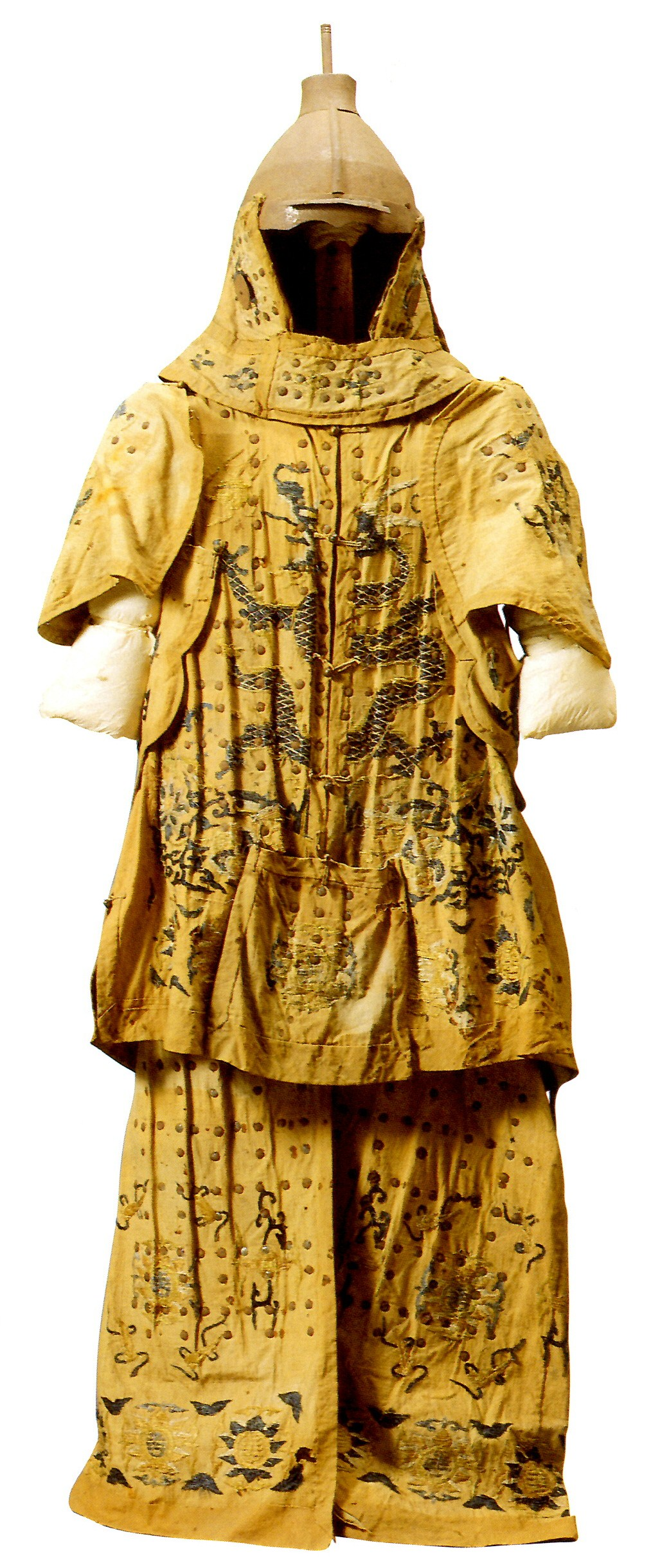
Rüstung eines mongolischen Kriegers der Yuan-Dynastie